# 050 T ex-Saxe
Les 050 de type XI HT furent des locomotives-tender développées pour les Chemins de fer d'État de la Saxe. Elles furent attribuées à la Compagnie des chemins de fer de l'État et à la Compagnie des chemins de fer du Nord au titre des prestations d'armistice à la suite de la Première Guerre mondiale.

## Genèse
La construction débuta en 1910 par la société Hartmann sise à Chemnitz. Ces machines furent étudiées pour le renfort de traction et pour les manœuvres lourdes.

## Description
Ces machines disposaient d'un moteur à deux cylindres à simple expansion et la distribution était du type « Walschaerts ». Le foyer était de type « Belpaire ». Les essieux extrêmes avaient un déplacement latéral de + ou - 26 mm pour faciliter l'inscription en courbe.

## Utilisation et service

### 50.901 à 50.912 (ÉTAT)
Ces locomotives, construites de 1910 à 1919, furent affectées à la Compagnie des chemins de fer de l'État où elles furent immatriculées 50.901 à 50.912. La 50.901 présentait quelques différences par rapport au reste des autres machines.
Dès leur venue et après un passage en atelier pour y subir des réparations et une francisation, telles que : remplacement des tampons, de la sablière par une de type « ÉTAT », elles firent montre d'une excellente aptitude pour le service de triage. De par cette aptitude elles furent ventilées sur les dépôts jouxtant un grand triage : Le Mans, Trappes, Rennes, Thouars et Versailles-Matelots.
À la suite de la mise à voie normale de la ligne Guingamp - Paimpol les locomotives 50.902 à 50.904, 50.907 et 50.911 furent équipées du frein Westinghouse avec pompe Fives-Lille compound en remplacement du frein à vapeur d'origine. Cette modification fut par la suite étendue à toute la série.
Certaines locomotives se virent dotées d'une rehausse à combustible et les locomotives 50.901 et 50.902 possédaient même une cheminée à chapiteau. Les 50.902 et 50.911 étaient, par contre, dotées d'un réservoir d'air supplémentaire situé sur le corps cylindrique entre la cheminée et le dôme. 
Elles devinrent les 3-050 TA 901 à 912 en 1938, à la création de la SNCF. Il semblerait que la 3-050 TA 901 fut dès lors cédée à l'Armée française pour servir au 5e régiment du génie de Versailles.
Dès le début de la Seconde Guerre mondiale elles furent réquisitionnées par l'occupant qui les renvoya en Allemagne d'où elles ne revinrent jamais. Elles figurèrent toutefois à l'inventaire jusqu'en 1947 mais considérées comme perdues bien que l'on ait retrouvé la trace des 3-050 TA 904 et 3-050 TA 911 dans les effectifs allemands jusqu'en 1965 !

### 5.526 (NORD)
Cet exemplaire, construit en 1918, fut affecté à la Compagnie des chemins de fer du Nord où elle fut immatriculée 5.526, assurant la continuité des 5.501 à 5.525.
Cette machine unique fut l'objet de transformations mineures telles que : remplacement des tampons par des types « Nord », de la porte de boîte à fumée par une de type « Nord », pose de graisseurs supplémentaires, etc.
Son service fut le même que celui de ses sœurs et effectué dans deux dépôts : Lens et Hirson.
Elle devint la 1-050 TC 1 en 1938, à la création de la SNCF. Contrairement à ses sœurs de l'Ouest elle échappa à l'attention de l'occupant et finit sa carrière en 1951.

## Caractéristiques
- Pression de la chaudière : 12 kg/cm2
- Surface de grille : ?? m2
- Surface de chauffe : ?? m2
- Surface de surchauffe : ?? m2
- Diamètre et course des cylindres : 620 mm (590 mm pour la 50.901) × ?? mm
- Diamètre des roues motrices : 1 260 mm
- Capacité des soutes à eau : 8,5 m3
- Capacité de la soute à charbon : de 3 t à 3,5 t
- Masse à vide : 60,40 t
- Masse en ordre de marche : 77 t (73 t pour la 50.901)
- Masse adhérente : 77 t (73 t pour la 50.901)
- Longueur hors tout : 12,39 m
- Vitesse maxi en service : 50 km/h